# Basankusu
Basankusu este un oraș în  provincia Équateur, Republica Democrată Congo. În 2012 avea o populație de 28 641 de locuitori, iar în 2004 avea 23 763.